# Люмьер (кинопремия, 2020)
25-я церемония вручения наград премии «Люмьер» за заслуги в области французского кинематографа за 2019 год состоялась 27 января 2020 года в концертном зале «Олимпия» (Париж, Франция). Номинанты были объявлены 3 декабря 2019 года. Церемония впервые транслировалась в прямом эфире на Canal+.
Картине режиссёра Элии Сулеймана «Должно быть, это рай» была присуждена награда в новой категории «за лучшее международное совместное производство» (фр. Coproduction internationale), приз в которой с этого года вручается фильмам совместного производства, с французским финансовым вкладом, составляющим не менее 30% его общего бюджета. Таким образом, приветствуется вклад Франции в мировое кинопроизводство. Новая категория заменила номинацию «лучший иностранный фильм на французском языке».

## Список лауреатов и номинантов
Количество наград/номинаций:
- 3/7: «Отверженные»
- 1/5: «Офицер и шпион»
- 0/5: «По воле божьей»
- 2/4: «Портрет девушки в огне»
- 1/4: «Боже мой!»
- 1/3: «Я потеряла своё тело»
- 0/3: «Прекрасная эпоха» / «Алиса и мэр» / «Атлантика»
- 0/2: «Жанна»
- 1/1: «Камиль» / «Взрослые в комнате» / «Мустанг» / «M» / «Должно быть, это рай»

 • Лауреаты выделены отдельным цветом. 
| Категории                                                                         | Лауреаты и номинанты                                                                                        |
| --------------------------------------------------------------------------------- | --- |
| Лучший фильм                                                                      | • Отверженные / Les Misérables (режиссёр: Ладж Ли)                                                          |
| Лучший фильм                                                                      | • По воле божьей / Grâce à Dieu (режиссёр: Франсуа Озон)                                                    |
| Лучший фильм                                                                      | • Офицер и шпион / J'accuse (режиссёр: Роман Полански)                                                      |
| Лучший фильм                                                                      | • Портрет девушки в огне / Portrait de la jeune fille en feu (режиссёр: Селин Сьямма)                       |
| Лучший фильм                                                                      | • Боже мой! / Roubaix, une lumière (режиссёр: Арно Деплешен)                                                |
| Лучшая режиссура                                                                  | • Роман Полански — «Офицер и шпион»                                                                         |
| Лучшая режиссура                                                                  | • Жереми Клапен (фр.) — «Я потеряла своё тело» (фр.)                                                        |
| Лучшая режиссура                                                                  | • Арно Деплешен — «Боже мой!»                                                                               |
| Лучшая режиссура                                                                  | • Ладж Ли (фр.) — «Отверженные»                                                                             |
| Лучшая режиссура                                                                  | • Селин Сьямма — «Портрет девушки в огне»                                                                   |
| Лучший актёр                                                                      | • Рошди Зем — «Боже мой!»                                                                                   |
| Лучший актёр                                                                      | • Сванн Арло — «По воле божьей»                                                                             |
| Лучший актёр                                                                      | • Даниэль Отёй — «Прекрасная эпоха»                                                                         |
| Лучший актёр                                                                      | • Жан Дюжарден — «Офицер и шпион» (за роль Мари-Жоржа Пикара)                                               |
| Лучший актёр                                                                      | • Фабрис Лукини — «Алиса и мэр» (фр.)                                                                       |
| Лучшая актриса                                                                    | • Ноэми Мерлан — «Портрет девушки в огне»                                                                   |
| Лучшая актриса                                                                    | • Фанни Ардан — «Прекрасная эпоха»                                                                          |
| Лучшая актриса                                                                    | • Анаис Демустье — «Алиса и мэр»                                                                            |
| Лучшая актриса                                                                    | • Ева Грин — «Проксима»                                                                                     |
| Лучшая актриса                                                                    | • Карин Виар — «Идеальная няня»                                                                             |
| Самый многообещающий актёр                                                        | • Алексис Маненти (фр.) — «Отверженные» (за роль Криса)                                                     |
| Самый многообещающий актёр                                                        | • Тома Далоз (фр.) — «Частицы» (фр.)                                                                        |
| Самый многообещающий актёр                                                        | • Том Мерсье (фр.) — «Синонимы»                                                                             |
| Самый многообещающий актёр                                                        | • Исса Перика (фр.) — «Отверженные» (за роль Иссы)                                                          |
| Самый многообещающий актёр                                                        | • Тимоти Робар (фр.) — «Vif-Argent»                                                                         |
| Самая многообещающая актриса                                                      | • Нина Мерисс (фр.) — «Камиль» (фр.) (за роль Камиль Лепаж)                                                 |
| Самая многообещающая актриса                                                      | • Селеста Бруннкуэль (фр.) — «Les Éblouis»                                                                  |
| Самая многообещающая актриса                                                      | • Мина Фарид (фр.) — «Моё прекрасное лето с Софи»                                                           |
| Самая многообещающая актриса                                                      | • Лиз Леплат Прюдомм (фр.) — «Жанна» (фр.) (за роль Жанны д’Арк)                                            |
| Самая многообещающая актриса                                                      | • Мамэ Сане (фр.) — «Атлантика»                                                                             |
| Лучший сценарий                                                                   | • Ладж Ли, Джордано Гедерлини, Алексис Маненти — «Отверженные»                                              |
| Лучший сценарий                                                                   | • Николя Бедос — «Прекрасная эпоха»                                                                         |
| Лучший сценарий                                                                   | • Франсуа Озон — «По воле божьей»                                                                           |
| Лучший сценарий                                                                   | • Николя Парисер — «Алиса и мэр»                                                                            |
| Лучший сценарий                                                                   | • Роман Полански и Роберт Харрис — «Офицер и шпион»                                                         |
| Лучшая музыка к фильму                                                            | • Александр Деспла — «Взрослые в комнате» (фр.)                                                             |
| Лучшая музыка к фильму                                                            | • Фатима Аль Кадири — «Атлантика»                                                                           |
| Лучшая музыка к фильму                                                            | • Кристоф — «Жанна»                                                                                         |
| Лучшая музыка к фильму                                                            | • Евгений Гальперин (фр.), Саша Гальперин (фр.) — «По воле божьей»                                          |
| Лучшая музыка к фильму                                                            | • Дан Леви (фр.) — «Я потеряла своё тело»                                                                   |
| Лучшая работа оператора                                                           | • Клер Матон — «Портрет девушки в огне»                                                                     |
| Лучшая работа оператора                                                           | • Мануюль Дакосс — «По воле божьей»                                                                         |
| Лучшая работа оператора                                                           | • Павел Эдельман — «Офицер и шпион»                                                                         |
| Лучшая работа оператора                                                           | • Ирина Любчански (фр.) — «Боже мой!»                                                                       |
| Лучшая работа оператора                                                           | • Жюльен Пупар — «Отверженные»                                                                              |
| Лучший дебютный фильм (фр. Meilleur premier film)                                 | • Мустанг / Nevada / The Mustang (реж. Лор де Клермон-Тоннер)                                               |
| Лучший дебютный фильм (фр. Meilleur premier film)                                 | • Атлантика / Atlantique (реж. Мати Диоп (фр.))                                                             |
| Лучший дебютный фильм (фр. Meilleur premier film)                                 | • Приговор / Une intime conviction (реж. Антуан Рэймбо (фр.))                                               |
| Лучший дебютный фильм (фр. Meilleur premier film)                                 | • Отверженные / Les Misérables (реж. Ладж Ли)                                                               |
| Лучший дебютный фильм (фр. Meilleur premier film)                                 | • Пердрикс / Perdrix (реж. Эрван Ле Дюк (фр.))                                                              |
| Лучший анимационный фильм                                                         | • Я потеряла своё тело / J'ai perdu mon corps (реж. Жереми Клапен)                                          |
| Лучший анимационный фильм                                                         | • Знаменитое вторжение медведей на Сицилию / La Fameuse Invasion des ours en Sicile (реж. Лоренцо Маттотти) |
| Лучший анимационный фильм                                                         | • Фунань: Новые люди / Funan (реж. Дэни До)                                                                 |
| Лучший анимационный фильм                                                         | • Ласточки Кабула / Les Hirondelles de Kaboul (реж. Забу Брайтман, Элеа Гоббе-Мевеллек)                     |
| Лучший анимационный фильм                                                         | • The Tower / Tårnet / Wardi (реж. Матс Гроруд)                                                             |
| Лучший документальный фильм                                                       | • M (реж. Иоланда Зуберман)                                                                                 |
| Лучший документальный фильм                                                       | • Чувствовать себя живым / Être vivant et le savoir (реж. Ален Кавалье)                                     |
| Лучший документальный фильм                                                       | • Lourdes (реж. Тьерри Демезьер, Альбан Турле)                                                              |
| Лучший документальный фильм                                                       | • Ne croyez surtout pas que je hurle (реж. Франк Бове)                                                      |
| Лучший документальный фильм                                                       | • 68, mon père et les clous (реж. Самуэль Бигиауи)                                                          |
| Лучший фильм совместного производства (фр. Meilleure coproduction internationale) | • Должно быть, это рай / It Must Be Heaven (Канада, Франция), реж. Элиа Сулейман                            |
| Лучший фильм совместного производства (фр. Meilleure coproduction internationale) | • Бакурау / Bacurau (Бразилия, Франция), реж. Клебер Мендонса Фильо, Жулиано Дорнель                        |
| Лучший фильм совместного производства (фр. Meilleure coproduction internationale) | • Молодой Ахмед / Le Jeune Ahmed (Бельгия, Франция), реж. Люк Дарденн, Жан-Пьер Дарденн                     |
| Лучший фильм совместного производства (фр. Meilleure coproduction internationale) | • Lola vers la mer (Бельгия, Франция), реж. Лоран Мишели                                                    |
| Лучший фильм совместного производства (фр. Meilleure coproduction internationale) | • Лапочка / Papicha (Бельгия, Алжир, Франция), реж. Муния Меддур                                            |

### Почётные награды
- Коста-Гаврас
- Роберто Бениньи